# Monika Klinkhammer
Monika Klinkhammer (* 18. Oktober 1966) ist eine ehemalige deutsche Fußballspielerin.

## Karriere
Als die Frauenfußballmannschaft des FC Bayern München in der Saison 1991/92 ihre zweite Saison in der ein Jahr zuvor neu gegründeten und zweigleisigen Bundesliga anging, gehörte Monika Klinkhammer zum Kader der Mannschaft. In der Gruppe Süd bestritt sie zehn Punktspiele und debütierte in der höchsten Spielklasse am 13. Oktober 1991 (6. Spieltag) beo der 1:3-Niederlage im Heimsspiel gegen den SC Klinge Seckach.